# Ophiactis profundi
Ophiactis profundi is een slangster uit de familie Ophiactidae. De wetenschappelijke naam van de soort werd in 1899 gepubliceerd door Christian Frederik Lütken & Theodor Mortensen.